# 500 Miglia di Indianapolis 1953
La 500 Miglia di Indianapolis 1953 è stata la prima prova della stagione 1952 della American Championship car racing e inclusa come seconda prova della stagione 1953 del campionato mondiale di Formula 1. La gara si è tenuta sabato 30 maggio sull'ovale dell'Indianapolis Motor Speedway ed è stata vinta dallo statunitense Bill Vukovich su Kurtis Kraft-Offenhauser, al terzo successo nella American Championship car racing e al primo e ultimo in Formula 1; Vukovich ha preceduto all'arrivo i connazionali Art Cross e, con guida condivisa, Sam Hanks e Duane Carter, su Kurtis Kraft-Offenhauser.
Durante le prove avviene il primo incidente mortale durante una prova valida per il campionato mondiale di Formula 1, il quale ha visto come vittima lo statunitense Chet Miller.

## Vigilia

### Aspetti sportivi
La gara rappresenta il secondo appuntamento stagionale a distanza di quattro mesi dalla disputa del Gran Premio d'Argentina, prima gara del campionato. Svolta in Nordamerica, si tratta del secondo evento consecutivo tenuto nel Continente Nuovo. La 500 Miglia di Indianapolis giunge alla trentasettesima edizione e alla quarta valida per il campionato mondiale di Formula 1, per la quale costituisce per la terza volta di fila la seconda prova stagionale. La tappa statunitense si corre dopo il Gran Premio di Buenos Aires, il Gran Premio di Siracusa, il Gran Premio di Pau, la Lavant Cup, il Glover Trophy, il Gran Premio di Bordeaux, l'International Trophy, il Gran Premio di Napoli, l'Ulster Trophy, il Gran Premio delle Frontiere, il Coronation Trophy e il Snetterton Coronation Trophy, gare extra calendario di Formula 1 e Formula 2 corse tra il 1º febbraio e il 30 maggio.

## Qualifiche

### Risultati
Nella sessione di qualifica si è avuta questa situazione:
| Pos                                     | Nº | Pilota            | Costruttore              | Tempo   | Griglia |
| --------------------------------------- | -- | ----------------- | ------------------------ | ------- | ------- |
| 1                                       | 14 | Bill Vukovich     | Kurtis Kraft-Offenhauser | 4'20"13 | 1       |
| 2                                       | 59 | Fred Agabashian   | Kurtis Kraft-Offenhauser | 4'21"73 | 2       |
| 3                                       | 5  | Jack McGrath      | Kurtis Kraft-Offenhauser | 4'23"54 | 3       |
| 4                                       | 88 | Manny Ayulo       | Kuzma-Offenhauser        | 4'23"96 | 4       |
| 5                                       | 32 | Andy Linden       | Stevens-Offenhauser      | 4'24"59 | 5       |
| 6                                       | 98 | Tony Bettenhausen | Kuzma-Offenhauser        | 4'24"66 | 6       |
| 7                                       | 55 | Jerry Hoyt        | Kurtis Kraft-Offenhauser | 4'25"23 | 7       |
| 8                                       | 21 | Johnnie Parsons   | Kurtis Kraft-Offenhauser | 4'21"50 | 8       |
| 9                                       | 3  | Sam Hanks         | Kurtis Kraft-Offenhauser | 4'21"76 | 9       |
| 10                                      | 3  | Rodger Ward       | Kurtis Kraft-Offenhauser | 4'21"88 | 10      |
| 11                                      | 29 | Bob Scott         | Bromme-Offenhauser       | 4'21"88 | 11      |
| 12                                      | 16 | Art Cross         | Kurtis Kraft-Offenhauser | 4'21"88 | 12      |
| 13                                      | 41 | Gene Hartley      | Kurtis Kraft-Offenhauser | 4'22"27 | 13      |
| 14                                      | 23 | Walt Faulkner     | Kurtis Kraft-Offenhauser | 4'22"55 | 14      |
| 15                                      | 38 | Don Freeland      | Watson-Offenhauser       | 4'23"03 | 15      |
| 16                                      | 97 | Chuck Stevenson   | Kuzma-Offenhauser        | 4'23"62 | 16      |
| 17                                      | 7  | Paul Russo        | Kurtis Kraft-Offenhauser | 4'24"28 | 17      |
| 18                                      | 62 | Spider Webb       | Kurtis Kraft-Offenhauser | 4'24"38 | 18      |
| 19                                      | 73 | Carl Scarborough  | Kurtis Kraft-Offenhauser | 4'24"83 | 19      |
| 20                                      | 12 | Ernie McCoy       | Stevens-Offenhauser      | 4'24"85 | 20      |
| 21                                      | 48 | Jimmy Daywalt     | Kurtis Kraft-Offenhauser | 4'25"20 | 21      |
| 22                                      | 22 | Marshall Teague   | Kurtis Kraft-Offenhauser | 4'25"25 | 22      |
| 23                                      | 83 | Mike Nazaruk      | Turner-Offenhauser       | 4'25"28 | 23      |
| 24                                      | 77 | Pat Flaherty      | Kurtis Kraft-Offenhauser | 4'25"35 | 24      |
| 25                                      | 2  | Jim Rathmann      | Kurtis Kraft-Offenhauser | 4'25"36 | 25      |
| 26                                      | 9  | Duke Nalon        | Kurtis Kraft-Novi        | 4'25"76 | 26      |
| 27                                      | 4  | Duane Carter      | Lesovsky-Offenhauser     | 4'26"14 | 27      |
| 28                                      | 49 | Bill Holland      | Kurtis Kraft-Offenhauser | 4'21"12 | 28      |
| 29                                      | 51 | Bob Sweikert      | Kuzma-Offenhauser        | 4'23"02 | 29      |
| 30                                      | 99 | Cal Niday         | Kurtis Kraft-Offenhauser | 4'24"52 | 30      |
| 31                                      | 8  | Jimmy Bryan       | Schroeder-Offenhauser    | 4'25"67 | 31      |
| 32                                      | 53 | Jimmy Davies      | Kurtis Kraft-Offenhauser | 4'26"07 | 32      |
| 33                                      | 56 | Johnny Thomson    | Del Roy-Offenhauser      | 4'26"15 | 33      |
| Griglia di partenza limitata a 33 posti |    |                   |                          |         |         |
| NQ                                      | 26 | Eddie Johnson     | Kurtis Kraft-Offenhauser |         | –       |
| NQ                                      | 78 | Cal Niday         | Kurtis Kraft-Offenhauser |         | –       |
| NQ                                      | 85 | Johnny Tolan      | Kurtis Kraft-Offenhauser |         | –       |
| NQ                                      | 36 | Potsy Goacher     | Pankratz-Offenhauser     |         | –       |
| NQ                                      | 61 | Bill Holland      | Kurtis Kraft-Offenhauser |         | –       |
| NQ                                      | 74 | Pat O'Connor      | Schroeder-Offenhauser    |         | –       |
| NQ                                      | 64 | Pat O'Connor      | Kurtis Kraft-Offenhauser |         | –       |
| NQ                                      | 31 | Len Duncan        | Schroeder-Offenhauser    |         | –       |
| NQ                                      | 76 | George Fonder     | Silnes-Offenhauser       |         | –       |
| NQ                                      | 69 | Joe Barzda        | Maserati                 |         | –       |
| NQ                                      | 6  | Jim Rathmann      | Moore-Offenhauser        |         | –       |
| NQ                                      | 10 | Henry Banks       | Lesovsky-Offenhauser     |         | –       |
| NQ                                      | 15 | Chet Miller       | Kurtis Kraft-Novi        |         | –       |
| NQ                                      | 17 | Joe Sostilio      | Kurtis Kraft-Chrysler    |         | –       |
| NQ                                      | 24 | Cliff Griffith    | Kurtis Kraft-Offenhauser |         | –       |
| NQ                                      | 25 | George Connor     | Kurtis Kraft-Chrysler    |         | –       |
| NQ                                      | 28 | Pat O'Connor      | Deidt-Offenhauser        |         | –       |
| NQ                                      | 33 | Art Cross         | Kurtis Kraft-Offenhauser |         | –       |
| NQ                                      | 34 | Eddie Sachs       | Kurtis Kraft-Offenhauser |         | –       |
| NQ                                      | 35 | Buzz Barton       | Pawl-Offenhauser         |         | –       |
| NQ                                      | 39 | Bill Taylor       | Lesovsky-Offenhauser     |         | –       |
| NQ                                      | 42 | Bill Cantrell     | Pankratz-Offenhauser     |         | –       |
| NQ                                      | 43 | Roy Neuman        | Maserati                 |         | –       |
| NQ                                      | 44 | Leroy Warriner    | Kurtis Kraft-Offenhauser |         | –       |
| NQ                                      | 46 | Johnny Fedricks   | Kurtis Kraft-Offenhauser |         | –       |
| NQ                                      | 52 | Duke Dinsmore     | Kurtis Kraft-Offenhauser |         | –       |
| NQ                                      | 57 | Hal Robson        | Voelker                  |         | –       |
| NQ                                      | 63 | Danny Oakes       | Moore-Offenhauser        |         | –       |
| NQ                                      | 65 | Allen Heath       | Ewing-Offenhauser        |         | –       |
| NQ                                      | 66 | Johnny Tolan      | Kurtis Kraft-Chrysler    |         | –       |
| NQ                                      | 67 | Johnny Kay        | Clemons-Offenhauser      |         | –       |
| NQ                                      | 71 | Jackie Holmes     | Kurtis Kraft-Offenhauser |         | –       |
| NQ                                      | 75 | Wayne Selser      | Christy-Offenhauser      |         | –       |
| NQ                                      | 79 | Frank Armi        | Kurtis Kraft-Offenhauser |         | –       |
| NQ                                      | 81 | Len Duncan        | Trevis-Offenhauser       |         | –       |
| NQ                                      | 82 | Johnny Roberts    | Kurtis Kraft-Offenhauser |         | –       |
| NQ                                      | 84 | Bill Homeier      | Lesovsky-Offenhauser     |         | –       |
| NQ                                      | 86 | Bill Boyd         | Kurtis Kraft-Offenhauser |         | –       |
| NQ                                      | 87 | Bill Homeier      | Kurtis Kraft-Cadillac    |         | –       |
| NQ                                      | 89 | Spider Webb       | Maserati                 |         | –       |
| NQ                                      | 91 | Red Hamilton      | Kurtis Kraft-Offenhauser |         | –       |
| NQ                                      | 93 | Al Herman         | Kurtis Kraft-Offenhauser |         | –       |
| NQ                                      | 95 | Jorge Daponte     | Johnston-Wayne           |         | –       |
| NQ                                      | 96 | Jud Larson        | Snowberger-Offenhauser   |         | –       |

## Gara

### Resoconto

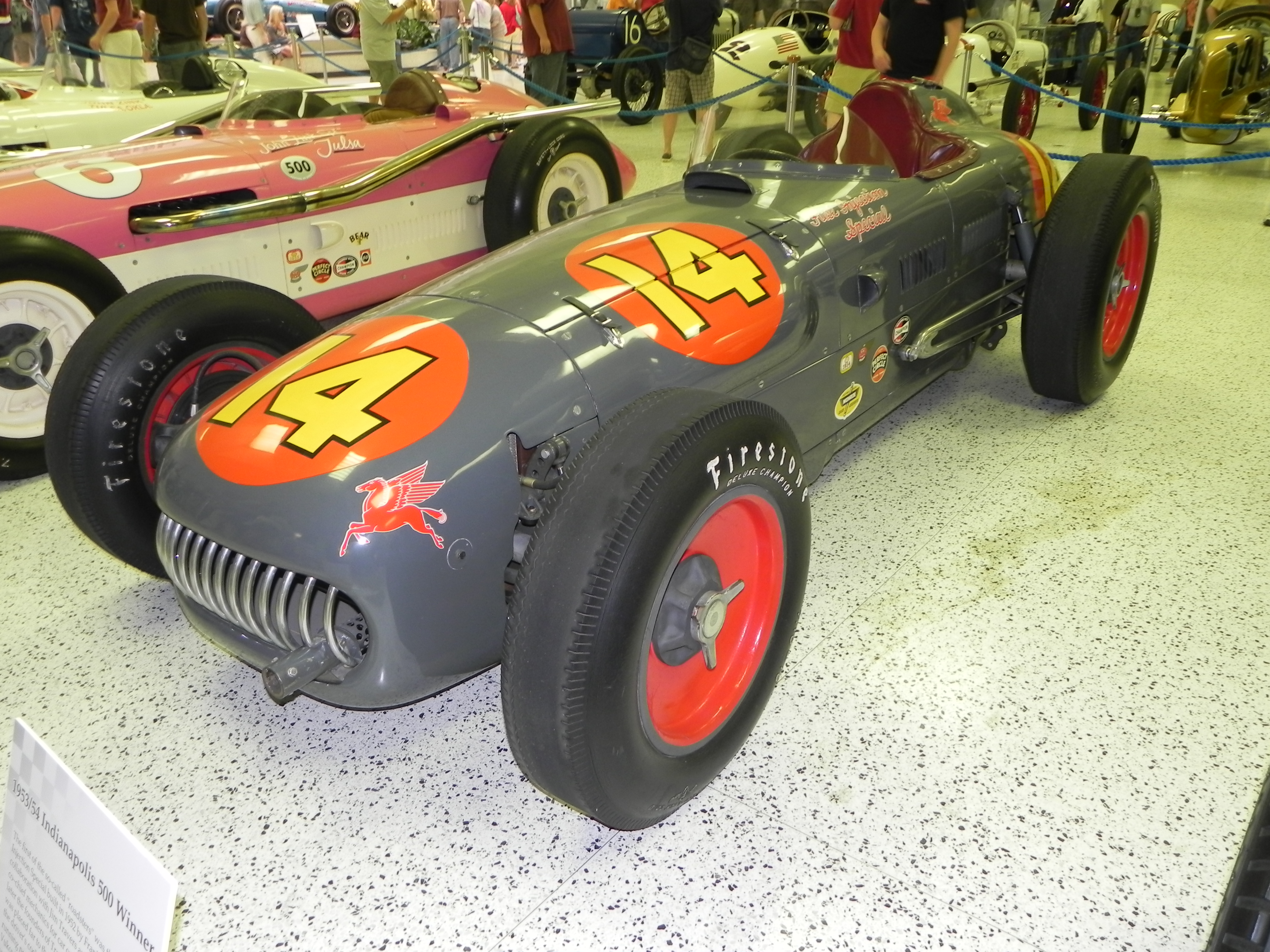
La vettura vincitrice

Partito dalla pole position, Bill Vukovich è scattato in modo eccellente, ed è uscito dalla prima curva davanti a Manny Ayulo, partito molto bene dalla seconda fila. Alla fine del primo giro, Vukovich aveva già allungato il distacco, davanti ad Ayulo, Tony Bettenhausen e Fred Agabashian. Al secondo giro davanti ai box, Bettenhausen ha avuto la meglio su Ayulo, per il secondo posto. Al quarto giro, Andy Linden colpisce il muro ed è costretto al ritiro.
Dieci giri dopo l'incidente, Vukovich era a otto secondi di vantaggio su Agabashian, ora secondo, mentre Bettenhausen ha dovuto fermarsi per un pit stop. Art Cross è terzo, davanti ad Ayulo e Johnnie Parsons.
Al termine del sessantanovesimo giro, Bob Scott ha preso il posto di Carl Scarborough, fermatosi ai box completamente esausto a causa del forte caldo. Vittima di un malessere, morì poco dopo.
A circa metà della corsa, Cross è dovuto rientrare ai box per sostituire le gomme e ha perso due posizioni; è rientrato quarto, dietro Vukovich, Agabashian e Sam Hanks. Agabashian, infastidito dal caldo, è stato sostituito da Paul Russo. Poco dopo, Pat Flaherty, allora in terza posizione, iniziò a zigzagare e andò a sbattere contro il muro, probabilmente anch'egli vittima dell'ondata di caldo.
Vukovich ha fatto il suo secondo rifornimento poco prima del centoventesimo giro, mantenendo la prima posizione. Per quanto concerne la lotta per il secondo posto, Cross ha riguadagnato questa posizione poco dopo la metà della gara, e sembrava in grado di mantenerla, beneficiando delle insidie degli inseguitori. Dovrà però effettuare una breve sosta ai box al termine del 187º giro, permettendo a Duane Carter — il quale aveva sostituito Sam Hanks — e Paul Russo di riavvicinarsi, riaccendendo l'interesse per la gara. I due tuttavia non riescono a superare Cross e terminano rispettivamente terzo e quarto.

### Risultati
I risultati del Gran Premio sono i seguenti:
| Pos | Nº | Pilota                                         | Costruttore              | Giri | Tempo/Ritiro          | Griglia | Punti |
| --- | -- | ---------------------------------------------- | ------------------------ | ---- | --------------------- | ------- | ----- |
| 1   | 14 | Bill Vukovich                                  | Kurtis Kraft-Offenhauser | 200  | 3h53'01269            | 1       | 9     |
| 2   | 16 | Art Cross                                      | Kurtis Kraft-Offenhauser | 200  | +3'30"87              | 12      | 6     |
| 3   | 3  | Sam Hanks Duane Carter                         | Kurtis Kraft-Offenhauser | 200  | +4'11"50              | 9       | 2     |
| 4   | 59 | Fred Agabashian Paul Russo                     | Kurtis Kraft-Offenhauser | 200  | +4'39"24              | 2       | 1,5   |
| 5   | 5  | Jack McGrath                                   | Kurtis Kraft-Offenhauser | 200  | +7'49"64              | 3       | 2     |
| 6   | 48 | Jimmy Daywalt                                  | Kurtis Kraft-Offenhauser | 200  | +8'10"21              | 21      |       |
| 7   | 2  | Jim Rathmann Eddie Johnson                     | Kurtis Kraft-Offenhauser | 200  | +8'46"02              | 25      |       |
| 8   | 12 | Ernie McCoy                                    | Stevens-Offenhauser      | 200  | +10'04"55             | 20      |       |
| 9   | 98 | Tony Bettenhausen Chuck Stevenson Gene Hartley | Kuzma-Offenhauser        | 196  | Incidente             | 6       |       |
| 10  | 53 | Jimmy Davies                                   | Kurtis Kraft-Offenhauser | 193  | +7 giri               | 32      |       |
| 11  | 9  | Duke Nalon                                     | Kurtis Kraft-Novi        | 191  | Incidente             | 26      |       |
| 12  | 73 | Carl Scarborough Bob Scott                     | Kurtis Kraft-Offenhauser | 190  | +10 giri              | 19      |       |
| 13  | 88 | Manny Ayulo                                    | Kuzma-Offenhauser        | 184  | Motore                | 4       |       |
| 14  | 8  | Jimmy Bryan                                    | Schroeder-Offenhauser    | 183  | +17 giri              | 31      |       |
| 15  | 49 | Bill Holland Jim Rathmann                      | Kurtis Kraft-Offenhauser | 177  | Accensione            | 28      |       |
| 16  | 92 | Rodger Ward Andy Linden Duke Dinsmore          | Kurtis Kraft-Offenhauser | 177  | Trasmissione          | 10      |       |
| 17  | 23 | Walt Faulkner Johnny Mantz                     | Kurtis Kraft-Offenhauser | 176  | +24 giri              | 14      |       |
| 18  | 22 | Marshall Teague                                | Kurtis Kraft-Offenhauser | 169  | Perdita d'olio        | 22      |       |
| 19  | 62 | Spider Webb Johnny Thomson Jackie Holmes       | Kurtis Kraft-Offenhauser | 166  | Perdita d'olio        | 18      |       |
| 20  | 51 | Bob Sweikert                                   | Kuzma-Offenhauser        | 151  | Sospensione           | 29      |       |
| 21  | 83 | Mike Nazaruk                                   | Turner-Offenhauser       | 146  | Trasmissione          | 23      |       |
| 22  | 77 | Pat Flaherty                                   | Kuzma-Offenhauser        | 115  | Incidente             | 24      |       |
| 23  | 55 | Jerry Hoyt Chuck Stevenson Andy Linden         | Kurtis Kraft-Offenhauser | 107  | Surriscaldamento      | 7       |       |
| 24  | 4  | Duane Carter                                   | Lesovsky-Offenhauser     | 94   | Accensione            | 27      |       |
| 25  | 7  | Paul Russo                                     | Kurtis Kraft-Offenhauser | 89   | Accensione            | 17      |       |
| 26  | 21 | Johnnie Parsons                                | Kurtis Kraft-Offenhauser | 86   | Motore                | 8       |       |
| 27  | 38 | Don Freeland                                   | Watson-Offenhauser       | 76   | Incidente             | 15      |       |
| 28  | 41 | Gene Hartley                                   | Kurtis Kraft-Offenhauser | 53   | Incidente             | 13      |       |
| 29  | 97 | Chuck Stevenson                                | Kuzma-Offenhauser        | 42   | Perdita di carburante | 16      |       |
| 30  | 99 | Cal Niday                                      | Kurtis Kraft-Offenhauser | 30   | Accensione            | 30      |       |
| 31  | 29 | Bob Scott                                      | Bromme-Offenhauser       | 14   | Perdita d'olio        | 11      |       |
| 32  | 56 | Johnny Thomson                                 | Del Roy-Offenhauser      | 6    | Accensione            | 33      |       |
| 33  | 32 | Andy Linden                                    | Stevens-Offenhauser      | 3    | Incidente             | 5       |       |

Bill Vukovich riceve un punto addizionale per aver segnato il giro più veloce della gara.

## Classifica mondiale
| Pos | Pilota                | Punti |
| --- | --------------------- | ----- |
| 1   | Alberto Ascari        | 9     |
| =   | Bill Vukovich         | 9     |
| 3   | Luigi Villoresi       | 6     |
| =   | Art Cross             | 6     |
| 5   | José Froilán González | 4     |
| 6   | Mike Hawthorn         | 3     |
| 7   | Óscar Gálvez          | 2     |
| =   | Sam Hanks             | 2     |
| =   | Duane Carter          | 2     |
| =   | Jack McGrath          | 2     |
| 11  | Fred Agabashian       | 1,5   |
| =   | Paul Russo            | 1,5   |